# Ференц Шереш
Ференц Шереш (угор. Seres Ferenc; нар. 3 листопада 1945, Тисакечке, медьє Бач-Кішкун) — угорський борець греко-римського стилю, бронзовий призер чемпіонату світу, дворазовий бронзовий призер чемпіонату Європи, бронзовий призер Кубку світу, бронзовий призер Олімпійських ігор.

## Життєпис
Виступав за спортивний клуб «Haladás Szondy Sportegyesület».

## Спортивні результати на міжнародних змаганнях

### Виступи на Олімпіадах
| Змагання                    | Збірна   | Вагова категорія                 | Місце              |
| --------------------------- | -------- | -------------------------------- | ------------------ |
| Літні Олімпійські ігри 1972 | Угорщина | греко-римська боротьба, до 48 кг | не вийшов із групи |
| Літні Олімпійські ігри 1976 | Угорщина | греко-римська боротьба, до 48 кг | не вийшов із групи |
| Літні Олімпійські ігри 1980 | Угорщина | греко-римська боротьба, до 48 кг | Бронза             |

### Виступи на Чемпіонатах світу
#ЗНАЧ! 

| Змагання                        | Збірна   | Вагова категорія                 | Місце  |
| ------------------------------- | -------- | -------------------------------- | ------ |
| Чемпіонат світу з боротьби 1971 | Угорщина | греко-римська боротьба, до 48 кг | 6      |
| Чемпіонат світу з боротьби 1973 | Угорщина | греко-римська боротьба, до 48 кг | Бронза |
| Чемпіонат світу з боротьби 1974 | Угорщина | греко-римська боротьба, до 48 кг | 5      |
| Чемпіонат світу з боротьби 1975 | Угорщина | греко-римська боротьба, до 48 кг | 6      |
| Чемпіонат світу з боротьби 1979 | Угорщина | греко-римська боротьба, до 48 кг | 4      |
| Чемпіонат світу з боротьби 1981 | Угорщина | греко-римська боротьба, до 48 кг | 6      |

### Виступи на Чемпіонатах Європи
| Змагання                         | Збірна   | Вагова категорія                 | Місце  |
| -------------------------------- | -------- | -------------------------------- | ------ |
| Чемпіонат Європи з боротьби 1972 | Угорщина | греко-римська боротьба, до 48 кг | 5      |
| Чемпіонат Європи з боротьби 1973 | Угорщина | греко-римська боротьба, до 48 кг | 5      |
| Чемпіонат Європи з боротьби 1974 | Угорщина | греко-римська боротьба, до 48 кг | 6      |
| Чемпіонат Європи з боротьби 1975 | Угорщина | греко-римська боротьба, до 48 кг | Бронза |
| Чемпіонат Європи з боротьби 1976 | Угорщина | греко-римська боротьба, до 48 кг | Бронза |
| Чемпіонат Європи з боротьби 1980 | Угорщина | греко-римська боротьба, до 48 кг | 6      |
| Чемпіонат Європи з боротьби 1981 | Угорщина | греко-римська боротьба, до 48 кг | 6      |

### Виступи на Кубках світу
| Змагання                    | Збірна            | Вагова категорія                 | Місце  |
| --------------------------- | ----------------- | -------------------------------- | ------ |
| Кубок світу з боротьби 1982 | Європейський Союз | греко-римська боротьба, до 48 кг | Бронза |

### Виступи на інших змаганнях
| Змагання                           | Збірна            | Вагова категорія                 | Місце |
| ---------------------------------- | ----------------- | -------------------------------- | ----- |
| Гран-прі Німеччини з боротьби 1980 | Європейський Союз | греко-римська боротьба, до 48 кг | 5     |
| Гран-прі Німеччини з боротьби 1984 | Угорщина          | вільна боротьба, до 48 кг        | 5     |
| Гран-прі Німеччини з боротьби 1984 | Угорщина          | греко-римська боротьба, до 48 кг | 4     |